# Immunofixation
L'immunofixation est une technique immunologique permettant de mettre en évidence et de préciser le typage d'une immunoglobuline monoclonale dans le sérum ou les urines d'un patient. Elle tend actuellement à supplanter l'immunoélectrophorèse. Elle présente un grand intérêt pour le diagnostic et le bilan de certaines hémopathies comme le myélome.

## Principe
C'est une méthode de détection par précipitation, c’est-à-dire que lorsque l'on met en contact l'immunoglobuline soluble avec l'anticorps correspondant, il se produit un phénomène de précipitation, visible à l'œil nu ou avec un appareil.
L'immunofixation permet d'identifier des immunoglobulines monoclonales dans un mélange, en fonction de leur mobilité électrophorétique. Pour permettre cette identification, on utilise des anticorps spécifiques à ces immunoglobulines.
L'immunofixation permet notamment de détecter les immunoglobulines monoclonales présentes dans des maladies telles que le myélome ou la maladie de Waldenström.

## Technique
Elle consiste à déposer du sérum (ou de l'urine qui aura au préalable été concentrée) sur un gel. Après application d'un courant électrique qui permet la séparation des protéines en fonction de leur taille, des anticorps spécifiques de chaque type d'immunoglobuline sont déposés sur le gel. Il apparaît ainsi des bandes plus ou moins étroites sur le gel, au niveau où se situent les différentes immunoglobulines.
L’immunofixation, comme l'immunoélectrophorèse, se déroule en deux étapes :
- La première étape est identique pour les deux techniques. Elle consiste à déposer les immunoglobulines contenues dans le sérum ou les urines sur un gel, puis à séparer ces immunoglobulines en fonction de leur mobilité électrophorétique en les faisant migrer sous l’effet d’un champ électrique. Cette migration dépend de la masse et de la charge de l'antigène. Une fois les immunoglobulines séparées, on peut passer à l'étape suivante.
- La deuxième étape est fonction de la technique utilisée. L’immunofixation nécessite de faire migrer le sérum testé plusieurs fois. Pour cela les anti-immunoglobulines ne sont pas déposés dans une rigole, comme dans l'électrophorèse, mais sont ajoutés individuellement sur chaque piste de migration. La présence d’une immunoglobuline monoclonale se traduit par l’apparition d’une bande étroite après coloration des complexes précipités. Par exemple, s’il s’agit d’une IgG lambda, on observera une bande étroite, à la fois, sur la piste où a été déposé l’anti-G et sur celle où a été déposé l’anti-lambda.

## Avantages
L’immunofixation tend à supplanter l’immunoélectrophorèse car elle a l'avantage d'être :
- plus rapide (délai de réponse en moins de trois heures) ;
- un peu plus sensible, ainsi l'immunofixation peut révéler une Ig passée inaperçue à l'électrophorèse, notamment lorsqu'elle est présente en petite quantité (moins d'1 gramme/litre) ;
- en partie automatisable et donc réalisable par un plus grand nombre de laboratoires ;
- plus facile à lire et à interpréter.

## Inconvénients
L'immunofixation a comme principaux inconvénients :
- d'ignorer totalement l'exploration des protéines sériques autres que les immunoglobulines ;
- d'être plus onéreuse que l'immunoélectrophorèse.